# Формат FM
«Формат FM» — запорізька недержавна інформаційно-музична регіональна радіостанція в Україні. Почала працювати у липні 2019 року. Вела мовлення в мережі Інтернет і через супутник, також поступово розширювала мовлення у FM-діапазоні на частоті 88.3 МГц у місті Запоріжжя.

## Історія
У липні 2019 року, за результатами соціологічного дослідження, проведеного компанією «Independent Research Group», радіостанція «Формат FM» входила у Топ-3 рейтингу радіостанцій Запорізької області і знаходилася на другій позиції, поступаючись лише національній радіостанції «Хіт FM».
До червня 2020 року радіостанція транслювалася у багатьох містах Запорізької області, але не в самому обласному центрі.
До осені 2021 року в ефірі транслювалися новини колишнього запорізького телеканалу TV5.
На початку серпня 2022 року радіостанція «Формат FM» припинила мовлення через фінансові негаразди.